# Culicia rachelfitzhardingeae
Culicia rachelfitzhardingeae is een rifkoralensoort uit de familie van de Rhizangiidae. De wetenschappelijke naam van de soort is voor het eerst geldig gepubliceerd in 2006 door Cairns.